# Чахари
Чахари́ (исп. Chajarí) — город и муниципалитет в департаменте Федерасьон провинции Энтре-Риос (Аргентина).

## История
В 1873 году властями провинции Энтре-Риос для колонизации малонаселённого региона в районе ручья Чахари был заложен город, получивший название Вилья-Либертад. В 1875 году сюда была подведена железнодорожная ветка и построена станция «Чахари». В 1934 году название населённого пункта было изменено в соответствии с названием железнодорожной станции, и с тех пор он называется Чахари.